# Ornithophora radicans
 Ornithophora es un género monotípico  de orquídeas epífitas. Esta orquídea está estrechamente emparentada con el género Sigmatostalix al que pertenecía hasta que se separó en 1951. Su única especie: Ornithophora radicans (Rchb.f.) Garay & Pabst, Orquídea (Río de Janeiro) 13: 50 (1951). , se encuentra  en las selvas de Brasil.  
En el año 2009 Ornithophora radicans fue considerada un sinónimo de Gomesa radicans

## Descripción
Esta planta presenta unos pseudobulbos pequeños, oblongo-ligulados, sustentados basalmente por varias hojas-brácteas dicótomas . Del pseudobulbo emergen apicalmente dos hojas lineales, coriáceas, con apariencia de hierba.

Ornithophoras radicans produce una sola inflorescencia sin ramificaciones de 8 a 11 pequeñas flores blancas de 1 cm que poseen un labelo cuadrangular amarillento.

Florece en verano y en otoño.

## Cultivo
Se desarrollan mejor en un lecho de helechos con temperaturas de cálidas a frescas, y con humedad todo el año excepto por un periodo más seco cuando el pseudobulbo ha madurado.

## Distribución y hábitat
Esta especie es epífita se encuentra en las húmedas selvas de  Brasil. 

## Taxonomía
Ornithophora radicans fue descrita por (Rchb.f.) Garay & Pabst  y publicado en Plantae Rariores Africanae 8. 1760.
Etimología
Ornithophora: nombre genérico que procede del griego antiguo: Ornis = "Pájaro" ; phoros = "cabeza"; aludiendo a la curiosa forma de la columna que asemeja la cabeza de un pájaro.
radicans: epíteto latíno que significa "con tallos arraigados".
Sinonimia
- Ornithophora radicans (Rchb.f.) Garay & Pabst
- Ornithophora quadricolor Barb.Rodr. 1881.
- Sigmatostalix radicans Rchb. f. 1864.[3]